# Kontaktlinguistik
Kontaktlinguistik ist, allgemein formuliert, die sprachwissenschaftliche Betrachtung von Sprachen und deren Sprechern, die miteinander in sozialem Kontakt stehen. Nach der Definition von Földes (2010, S. 142): "Kontaktlinguistik beschäftigt sich mit der Erfassung, der Beschreibung, der Modellierung, der Typisierung, der Interpretation und der Evaluation jeglicher Manifestationen von Sprachenkontakt, sowohl im Hinblick auf die Bedingungen als auch auf den Prozess und dessen Ergebnis, einschließlich des Kontaktverhaltens und des Kontakterlebens der Sprecher."
Die Folge solcher Kontakte können Mehrsprachigkeit, die Bildung arealer Verteilungen von Sprachmerkmalen, das Aussterben von Sprachen sowie die Bildung von Mischsprachen und Pidgin- bzw. Kreolsprachen sein.
Heutzutage existieren in vielen Ländern Gesetze über die Verwendung bestimmter Sprachen. Das gilt sowohl für Sprachen lokaler Volksgruppen, wie zum Beispiel das Sorbische in Deutschland, als auch für Minderheitensprachen wie die Muttersprachen von Einwanderern aus anderen Ländern.

## Methoden der Kontaktlinguistik
Die Forschung im Bereich der Kontaktlinguistik umfasst sowohl sozio- und psycholinguistische als auch sprachtypologische und sprachhistorische Komponenten.
Die sozio- und psycholinguistische Forschung betrachtet vor allem den Status von Sprachen, die in Kontakt stehen, sowie Einflüsse dieses Status auf die Merkmale der Sprache. Daneben wird vor allem die Mehrsprachigkeit und deren Folgen für die einzelnen Sprachen sowie der Spracherwerb in Kontaktzonen untersucht.
Im Bereich der Sprachtypologie wird erforscht, wie sich Sprachen gegenseitig beeinflussen können, wenn sie in Kontakt stehen. Die Arealtypologie untersucht den längerfristigen Kontakt von Sprachen in einem Gebiet. So hat sich beispielsweise in Eurasien durch umfangreiche Völkerwanderungen sowie Handelsbeziehungen in den letzten Jahrtausenden ein riesiger Sprachbund herausgebildet, der außer den Hochgebirgsregionen im Kaukasus und Himalaya und der Pazifikküste den gesamten Doppelkontinent umfasst.
Die typologische Forschung zu Pidgin- und Kreolsprachen hat erst in den letzten Jahren des 20. Jahrhunderts wissenschaftlich begonnen, nimmt aber mehr und mehr Raum ein.
In der historischen Linguistik wird der Sprachwandel untersucht, der durch den Sprachkontakt entsteht. Die Herausbildung neuer Dialekte – und in der weiteren Entwicklung neuer Sprachen – lässt sich vor allem am Beispiel des Lateinischen gut nachvollziehen, das sich zu einer ganzen Gruppe von Sprachen, den Romanischen Sprachen entwickelt hat. Durch Kontakt der Amtssprache Latein zu lokalen Sprachen wurde dieses in relativ kurzer Zeit so stark verändert, dass schon wenige hundert Jahre nach dem Ende des Römischen Reichs die gegenseitige Verständlichkeit nicht mehr gegeben war. Das fremde Superstrat als Sprache der Eroberer schwächt sich jedoch auch ab, wenn es sich bei der Substratsprache um eine Kultursprache handelt (z. B. Latein), in der Begriffe für viele Dinge, Institutionen oder Abstrakta existieren, für die in den Superstratsprachen der Eroberer (z. B. Franken, Westgoten) keine Begriffe zur Verfügung stehen.